# Гуляй Поле
Гуляй Поле (в минулому — Гуляй Поле, Рябухине) — село в Україні, у Нововодолазькій селищній громаді Харківського району Харківської області. Населення становить 158 осіб. Колишній (до 2020) орган місцевого самоврядування — Бірківська селищна рада.

## Географія
Село Гуляй Поле лежить між річками Джгун та Берестова. На відстані 2 км розташоване село Клинове. По селу протікають пересихаючі струмки з загатами. До села примикають кілька лісових масивів (дуб).

## Назва
Історична назва села Гуляй Поле. Після приходу радянської влади назву села змінено на вшанування пам'яті С. О. Рябухи — голови місцевої ради, який загинув у ході здійснення продрозкладки.

## Історія
Село було засноване у 1722 році.
За даними на 1864 рік у власницькому селі Гуляй Поле, центрі Гуляйпільської волості Зміївського повіту, мешкало 1112 осіб (535 чоловічої статі та 577 — жіночої), налічувалось 138 дворових господарств, існувала православна церква.
Станом на 1914 рік кількість мешканців слободи зросла до 2040 осіб.
11 вересня 2019 року Верховна Рада України прийняла постанову про перейменування села на Гуляй Поле.
12 червня 2020 року, розпорядженням Кабінету Міністрів України № 725-р «Про визначення адміністративних центрів та затвердження територій територіальних громад Харківської області», увійшло до складу Нововодолазької селищної громади.
19 липня 2020 року, в результаті адміністративно-територіальної реформи та ліквідації Нововодолазького району, село увійшло до складу новоутвореного Харківського району.

## Економіка
- Маслобійня

## Об'єкти соціальної сфери
- Фельдшерсько-акушерський пункт.

## Відомі люди
- Коломієць Лідія Іванівна — український мовознавець.